# Diary of the Dead
Diary of the Dead is een Amerikaanse horrorfilm uit 2007 geschreven en geregisseerd door George A. Romero. Het is het vijfde deel uit een reeks zombiefilms van zijn hand die in 1968 begon met het zwart-witte Night of the Living Dead, hoewel Diary verhaaltechnisch niet volgt op een vorig deel. Deel zes uit Romero's cyclus Survival of the Dead volgde in 2009.
Diary of the Dead is gefilmd alsof studenten van een filmschool toevallig een handcamera bij zich hadden voor een ander doel wanneer er een zombieplaag uitbreekt en ze vanaf dat moment hier verslag van maakten.

## Inhoud

### Proloog
Een vrouwenstem maakt duidelijk dat alle beelden die gaan volgen al gebeurd zijn en van de camera van haar vriend Jason Creed (Joshua Close) komen. Ze legt uit dat deze het apparaat bij zich had toen de gebeurtenissen uit de film plaatsvonden en dat hij vanaf dat moment verslag heeft proberen te doen van wat hij meemaakte.

### Verhaal
Een vrouwelijke reporter verslaat tegenover haar cameraman een familiedrama waarbij een man zijn vrouw en zoon vermoord heeft en vervolgens zichzelf. Terwijl zij praat tegen haar cameraman, worden de lijken achter haar opgeruimd door de daarvoor bestemde diensten. Wanneer een van de lakens die over hen heen is gelegd beweegt, wil een hulpverlener kijken of er een overlevende is, maar wordt die direct in zijn nek gebeten door het dode, maar bewegende slachtoffer.
Een groep studenten van een filmschool bevindt zich in het bos om samen een lowbudget horrorfilm te maken over een tot leven gekomen mummie, maar erg vlotten doet het niet. Wanneer ze op de radio horen over de levende doden, zijn de meningen verdeeld. Sommigen slaat de schrik meteen om het hart, terwijl anderen ervan overtuigd zijn dat de media met een hoax hun kijk- en luistercijfers proberen op te krikken. Niettemin willen sommigen weg, waardoor de rest ook niet verder kan met de film en meegaat in het busje waarmee de groep is gekomen.
In verwarring rijdt Mary Dexter (Tatiana Maslany) met de bus verschillende op hen aflopende gestaltes omver. De twijfel of dit nu echt zombies waren of dat ze zich door haar angst heeft laten meeslepen en daadwerkelijk medemensen doodreed, worden haar niettemin te veel. Ze stopt en stapt uit bij een veld en gaat alleen in het gras zitten. Terwijl haar medestudenten denken dat ze even tot zichzelf wil komen, blijkt Dexter een geweer bij te hebben waarmee ze zichzelf voor het hoofd schiet. Ze ademt niettemin nog, waarop de anderen haar in het busje zetten en zich over de met steeds meer zombies gevulde straten naar een ziekenhuis begeven om iemand te zoeken die Dexter kan helpen. Binnen blijkt er in de lange lege gangen geen dokter te vinden, maar vormt iedere deur uit een kamer er een waaruit een zombie tevoorschijn kan komen die het op mensenvlees heeft voorzien.
Dan hoort Debra Moynihan (Michelle Morgan) een bericht op haar voicemail waaruit blijkt dat haar ouders en broer nog in leven waren nadat de plaag al bezig was en op weg gingen naar huis. De groep begeeft zich daarom naar haar woonplaats.

## Rolverdeling
- Shawn Roberts - Tony Ravello
- Joshua Close - Jason Creed
- Michelle Morgan - Debra Moynihan
- Joe Dinicol - Eliot Stone
- Scott Wentworth - Andrew Maxwell
- Philip Riccio - Ridley Wilmott
- George Buza - Biker
- Amy Lalonde - Tracy Thurman
- Tatiana Maslany - Mary Dexter
- R .D. Reid - Amish boer
- Tino Monte - Nieuwsverslaggever
- Megan Park - Francine Shane
- Martin Roach - Vreemdeling
- Alan van Sprang - Oud-kolonel/Sgt. "Nicotine" Crockett